# Rajesh Khanna
Rajesh Khanna (nascido Jatin Arora; 29 de dezembro de 1942 — 18 de julho de 2012) foi um ator, produtor de cinema e político de Bollywood.

## Início de vida
Nascido 29 de dezembro de 1942 como Jatin Arora, foi adotado e criado por pais adotivos, Chunni Lal Khanna e Leela Wati Khanna, que eram parentes de seus pais biológicos.

## Doença e morte
Em junho de 2012, foi relatado que a saúde Rajesh Khanna havia se deteriorando por algum tempo. Em 23 de junho, ele foi internado no Hospital Lilavati em Mumbai, devido a complicações de saúde. Ele recebeu alta em 8 de Julho do hospital e teria sido bom. Ele morreu no dia seguinte, 18 de Julho de 2012, em seu bangalô, em Bombaim, devido a problemas renais. Dr. Trivedi, um porta-voz do hospital, falou que não pode confirmar a natureza da doença. Porém, um amigo que atuou como seu porta-voz durante a doença disse que a sua ingestão de alimentos diminuiu ao longo dos dias anteriores e que estava "muito fraca".

### Funeral
Seu funeral foi em 19 de julho, às 11:00 h. Ele morreu na presença de sua esposa Dimple Kapadia, das filhas Rinkie Khanna e Khanna Twinkle, genro Akshay Kumar, netos e outros parentes próximos.